# 쌍계당
쌍계당은 전라남도 담양군 대전면 대치리에 있는 건축물이다. 2009년 12월 1일 담양군의 향토문화유산 제16호로 지정되었다.

## 개요
쌍계당은 영천이씨 문중의 강론장소이다. 남곡 이석지의 5대손인 습독 희증이 이곳의 산세를 보고 살만하다 하여 경기도 용인에서 이주하여 세를 이뤘다. 쌍계당은 효우당 이종검의 유지를 계승하기 위해 후손이 순조 21년(1821)에 지었으며, 1881년 1차 중수, 1908년 의병전쟁으로 소실된 것을 1956년에 중건하였다. 당의 정면부에는 쌍계당 편액과 어울려 문종의 어필인 효우당 편액이 함께 걸려 있다.